# Phép xã giao tại Bắc Mỹ
Các quy tắc xã giao tại Hoa Kỳ và Canada về đại thể là áp dụng cho tất cả các cá nhân, nó không giống với những nền văn hóa có cơ cấu xã hội thiên nhiều hơn về nghi thức ví dụ như các xã hội mang tính chất quý tộc và Hoàng gia.